# Lista de membros titulares da Academia Brasileira de Ciências empossados entre 1916 e 1941
Esta lista contém os nomes dos membros titulares da Academia Brasileira de Ciências empossados nos primeiros 25 anos (entre 1916 e 1941) da ABC.
| Imagem | Nome                            | Datas de nascimento e falecimento              | Local de nascimento          | Área de especialização | Alma mater                                         | Data de posse          | Conhecido por | Referências |  |
| ------ | ------------------------------- | ---------------------------------------------- | ---------------------------- | ---------------------- | -------------------------------------------------- | ---------------------- | --- | ----------- |  |
|        | Henrique Charles Morize         | 31 de dezembro de 1860 19 de março de 1930     | Beaune, França               | Ciências da Engenharia | UFRJ                                               | 16 de agosto de 1916   | Foi o primeiro presidente da ABC (1916 - 1926) Organizou a comitiva de pesquisadores brasileiros e ingleses para a cidade de Sobral (CE), para observar o eclipse total do sol no dia 29 de maio de 1919 Diretor do Imperial Observatório (1908 - 1925)                                |             |  |
|        | Osvaldo Cruz                    | 05 de agosto de 1872 11 de fevereiro de 1917   | São Luiz do Paraitinga, SP   | Ciências da Saúde      | UFRJ                                               | 16 de agosto de 1916   | Primeiro vice-presidente da ABC Pioneiro no estudo das moléstias tropicais e da medicina experimental no Brasil Fundador do Instituto Oswaldo Cruz (1900) Segundo ocupante da cadeira 5 da Academia Brasileira de Letras, eleito em 11 de maio de 1912 na sucessão de Raimundo Correia | [ 2 ]       |  |
|        | Joaquim da Costa Senna          | 26 de junho de 1919                            | Conceição do Mato Dentro, MG | Ciências da Terra      | UFOP                                               | 16 de agosto de 1916   | Primeiro vice-presidente da ABC Governador de Minas Gerais (1902) |             |  |
|        | Alberto Loefgren                | 11 de setembro de 1854 30 de agosto de 1918    | Estocolmo, Suécia            | Ciências Biológicas    | Universidade de Upsália, Suécia                    | 16 de agosto de 1916   | Primeiro secretário-geral da ABC |             |  |
|        | Everardo Backheuser             | 23 de maio de 1879 01 de janeiro de 1951       | Niterói, RJ                  | Ciências da Engenharia |                                                    | 16 de agosto de 1916   | Primeiro primeiro-secretário da ABC Foi jornalista do periódico O Paiz Fundador e presidente do Clube Brasileiro de Esperanto |             |  |
|        | Edgard Roquette-Pinto           | 25 de setembro de 1884 18 de outubro de 1954   | Rio de Janeiro, RJ           | Ciências da Saúde      | UFRJ                                               | 16 de agosto de 1916   | Primeiro segundo-secretário da ABC Terceiro ocupante da cadeira 17 da Academia Brasileira de Letras, eleito em 20 de outubro de 1927 na sucessão de Osório Duque-Estrada Diretor do Museu Nacional (1926 — 1935)                                                                       |             |  |
|        | Betim Paes Leme                 | 15 de novembro de 1882 06 de julho de 1938     | Rio de Janeiro, RJ           | Ciências da Terra      | Escola Nacional Superior de Minas de Paris, França | 16 de agosto de 1916   | Primeiro tesoureiro da ABC Diretor do Museu Nacional (1935 — 1938) | [ 3 ]       |  |
|        | Juliano Moreira                 | 06 de janeiro de 1872 02 de maio de 1933       | Salvador, BA                 | Ciências Biomédicas    | UFBA                                               |                        | Foi o segundo presidente da ABC (1926 - 1929) |             |  |
|        | Miguel Osório de Almeida        | 01 de setembro de 1890 02 de dezembro de 1952  | Rio de Janeiro, RJ           | Ciências Biomédicas    | UFRJ                                               |                        | Diretor do Instituto Oswaldo Cruz Terceiro presidente da ABC (1929 - 1931) Presidente da ABL (1949). Segundo ocupante da cadeira 22 da Academia Brasileira de Letras, empossado em 1935 na sucessão de Medeiros e Albuquerque.                                                         |             |  |
|        | Eusébio Paulo de Oliveira       | 14 de agosto de 1883 12 de outubro de 1939     | MG                           | Ciências da Terra      | UFOP                                               |                        | Quarto presidente da ABC (1931 - 1933) |             |  |
|        | Arthur Alexandre Moses          | 02 de junho de 1886 23 de novembro de 1967     | Rio de Janeiro, RJ           | Ciências Biomédicas    | UFRJ                                               |                        | Primeira descrição de um método para o diagnóstico imunológico da neurocisticercose Quinto presidente da ABC (1933 - 1935), novamente (1941 – 1943), (1947 – 1949) e (1951 – 1965). |             |  |
|        | Álvaro Alberto da Mota e Silva  | 22 de abril de 1889 31 de janeiro de 1976      | Rio de Janeiro, RJ           | Ciências Químicas      | Escola Naval do Brasil                             |                        | Sexto presidente da ABC (1935 - 1937) e novamente (1949 - 1951) Fundou a Sociedade Brasileira de Química, em 1922 Prêmio Almirante Álvaro Alberto, entregue pelo CNPq |             |  |
|        | Adalberto Menezes de Oliveira   | 12 de dezembro de 1883 12 de janeiro de 1973   | São João del-Rei, MG         | Ciências da Engenharia |                                                    |                        | Sétimo presidente da ABC (1937 – 1939) | [ 4 ]       |  |
|        | Inácio Manuel Azevedo do Amaral | 14 de abril de 1883 02 de outubro de 1950      | Rio de Janeiro, RJ           | Ciências Matemáticas   | Escola Naval do Brasil                             |                        | Oitavo presidente da ABC (1939 – 1941) | [ 5 ]       |  |
|        | Cândido Firmino de Melo Leitão  | 17 de julho de 1886 14 de dezembro de 1948     | Campina Grande, Paraíba      | Ciências Biológicas    | UFRJ                                               |                        | Considerado o fundador da Aracnologia na América do Sul Museu de Biologia Mello Leitão Prêmio Mello-Leitão, entregue pela ABC Décimo presidente da ABC (1943 – 1945) |             |  |
|        | Mario Paulo de Brito            |                                                |                              |                        |                                                    |                        | Décimo-primeiro presidente da ABC (1945 – 1947) |             |  |
|        | Carlos Chagas Filho             | 12 de setembro de 1910 16 de fevereiro de 2000 | Rio de Janeiro, RJ           | Ciências Biomédicas    | UFRJ                                               | 22 de julho de 1941    | Décimo-quinto presidente da ABC (1965 – 1967) Terceiro ocupante da cadeira 9 da Academia Brasileira de Letras Presidente da Pontifícia Academia das Ciências (1972 - 1992) | [ 6 ] [ 7 ] |  |
|        | Aristides Pacheco Leão          | 03 de agosto de 1914 14 de dezembro de 1993    | Rio de Janeiro, RJ           | Ciências da Saúde      | USP                                                |                        | Décimo-sexto presidente da ABC (1967 – 1981) depressão alastrante de Leão Prêmio Almirante Álvaro Alberto (1973) Programa Aristides Pacheco Leão de Estímulo a Vocações Científicas pela ABC                                                                                           | [ 8 ]       |  |
|        | Álvaro Ozório de Almeida        | 06 de novembro de 1882 06 de maio de 1952      | Porto Alegre, RS             | Ciências Biomédicas    | UFRJ                                               |                        | | [ 9 ]       |  |
|        | Bernhard Gross                  | 22 de novembro de 1905 2002                    | Alemanha                     | Ciências Físicas       | Universidade de Estugarda, Alemanha                | 16 de outubro de 1934  | “transformação de Gross” | [ 10 ]      |  |
|        | Francisco Radler de Aquino      | 23 de janeiro de 1878 1954                     | EUA                          | Ciências Matemáticas   |                                                    | 27 de dezembro de 1935 | |             |  |